# ハート&ハッスル賞
ハート＆ハッスル賞（Heart and Hustle Award）は、MLBの表彰の一つ。2005年より表彰を開始。

## 概要
メジャーリーグベースボール同窓組合(略称：MLBPAA)）によって、フィールド上におけるプレーの評価だけでなく「価値・精神・伝統」を尊重し示した現役選手に対して表彰が行われる。受賞者選考については、まず各球団から関係の深いOB選手の投票によって1名ずつ候補者が決定し表彰が行われ、その後改めてOB選手に現役選手を加えた投票で30人から1人が最終的な総合受賞者として11月中旬頃に発表し、表彰される。このようにMLBの各賞の中で唯一、OB選手の投票によって選ばれる。

## 受賞者
| 選手名 (x)    | 2回目以降の受賞回数  |
| dagger        | アメリカ野球殿堂選出 |
| double-dagger | 現役選手             |

※ カッコ内は受賞回数、カッコなしは初回受賞。
| 年度 | 選手                                           | 所属                                           | 出典  |
| ---- | ---------------------------------------------- | ---------------------------------------------- | ----- |
| 2005 | デビッド・エクスタイン                         | セントルイス・カージナルス                     | [ 1 ] |
| 2006 | クレイグ・ビジオ                               | ヒューストン・アストロズ                       | [ 1 ] |
| 2007 | クレイグ・ビジオ(2)                            | ヒューストン・アストロズ                       | [ 1 ] |
| 2008 | グレイディ・サイズモア                         | クリーブランド・インディアンス                 | [ 1 ] |
| 2009 | アルバート・プホルス                           | セントルイス・カージナルス                     | [ 1 ] |
| 2010 | ロイ・ハラデイ                                 | フィラデルフィア・フィリーズ                   | [ 1 ] |
| 2011 | トリー・ハンター                               | ロサンゼルス・エンゼルス                       | [ 1 ] |
| 2012 | マイク・トラウト                               | ロサンゼルス・エンゼルス                       | [ 1 ] |
| 2013 | ダスティン・ペドロイア                         | ボストン・レッドソックス                       | [ 1 ] |
| 2014 | ジョシュ・ハリソン                             | ピッツバーグ・パイレーツ                       | [ 1 ] |
| 2015 | アンソニー・リゾ                               | シカゴ・カブス                                 | [ 1 ] |
| 2016 | トッド・フレイジャー                           | シカゴ・ホワイトソックス                       | [ 1 ] |
| 2017 | ブレット・ガードナー                           | ニューヨーク・ヤンキース                       | [ 1 ] |
| 2018 | ムーキー・ベッツ                               | ボストン・レッドソックス                       | [ 1 ] |
| 2019 | ハウィー・ケンドリック                         | ワシントン・ナショナルズ                       | [ 1 ] |
| 2020 | 新型コロナウイルス感染拡大の影響により表彰なし | 新型コロナウイルス感染拡大の影響により表彰なし | [ 1 ] |
| 2021 | オジー・アルビーズ                             | アトランタ・ブレーブス                         | [ 1 ] |
| 2022 | ポール・ゴールドシュミット                     | セントルイス・カージナルス                     | [ 1 ] |
| 2023 | マーカス・セミエン                             | テキサス・レンジャーズ                         | [ 1 ] |
| 2024 | ボビー・ウィット・ジュニア                     | カンザスシティ・ロイヤルズ                     | [ 1 ] |